# Joseph Meng Ziwen
Joseph Meng Ziwen (Hengling, Guangxi, 19 de Março de 1903 — Nanning, 7 de Janeiro de 2007) foi um arcebispo católico da diocese de Nanning, na China.

## Biografia
Nasceu na província de Guangxi no seio de uma família católica, foi batizado jovem  e ingressou aos 18 anos no seminário menor, onde permaneceu oito anos. Daí passou ao seminário maior de Penang, na Malasia, onde estudou durante seis anos Teologia e Filosofia. Foi ordenado sacerdote em 1935, em Nanning.
Levar Cristo ao mundo foi o objectivo principal de toda a sua vida.
Devido à Guerra Civil entre comunistas e nacionalista e ao triunfo de Mao Zedong, foi enviado em 1950 para um campo de concentração (laogai), onde esteve até 1957.
Ao sair, aproveitando os seus estudos de Medicina, abriu una clínica, mas foi acusado de atender os inimigos da Revolução e enviado de novo para laogai, para ser "reeducado". Numa carta autobiográfica dirigida ao Papa João Paulo II em 2003 recordava: "Vivendo com os outros presos pude compreender seus sofrimentos e, quando era possível, anunciava-lhes a Palavra de Deus. Acho que não fui muito maltratado, pois eu era o médico dos encarcerados. Sem aqueles anos de prisão, eu não seria hoje assim forte e com boa saúde. Tudo aquilo que pude fazer foi um dom de Deus."
Libertado aos 70 anos, dedicou-se a reestruturar a diocese de Guangxi, sendo consagrado bispo em 24 de março de 1984, com a aprovação da Santa Sé. Obediente à hierarquia do Vaticano, negou-se a entrar na Igreja Nacional, vigiada pelo estado, pelo que a sua condição de bispo não era reconhecida por este: para evitar problemas aos seus paroquianos, Monsenhor Meng sempre assinou os documentos oficiais da diocese como sacerdote. O arcebispo viveu vendendo fertilizantes e, quando podia, dedicava-se à evangelização e aos cuidados pastorais dos fiéis. Logo que houve uma abertura, graças às primeiras mudanças na política religiosa, lutou para obter do governo a restituição das propriedades da Igreja.
Era chamado "Lao shenfu", Velho Sacerdote. Foi o mais longevo dos sacerdotes chineses e celebrou missa em três paróquias da sua diocese até 2004, quando já contava 100 anos de idade.
O padre Politi recorda; "O prelado chinês sempre viveu com humildade; mesmo sem poder proclamar-se bispo, sempre se moveu com bastante liberdade por todo o Guangxi, que conta com comunidades cristãs pequenas e vivas, num clima distendido. Ali nunca nunca houve um conflito  aceso contra a Igreja, como noutros lugares da China". A comunidade católica da Arquidiocese de Nanning conta hoje mais de 90 mil fiéis.
Faleceu no dia 7 de Janeiro de 2007, aos 103 anos de idade, devido a um cancro no fígado.